# Benno Ohnesorg
Benno Ohnesorg (Hannover, 1940. október 15. – Nyugat-Berlin, 1967. június 2.) német egyetemi hallgató volt, akit egy nyugat-berlini baloldali tüntetésen agyonlőtt egy rendőr, Karl-Heinz Kurras.

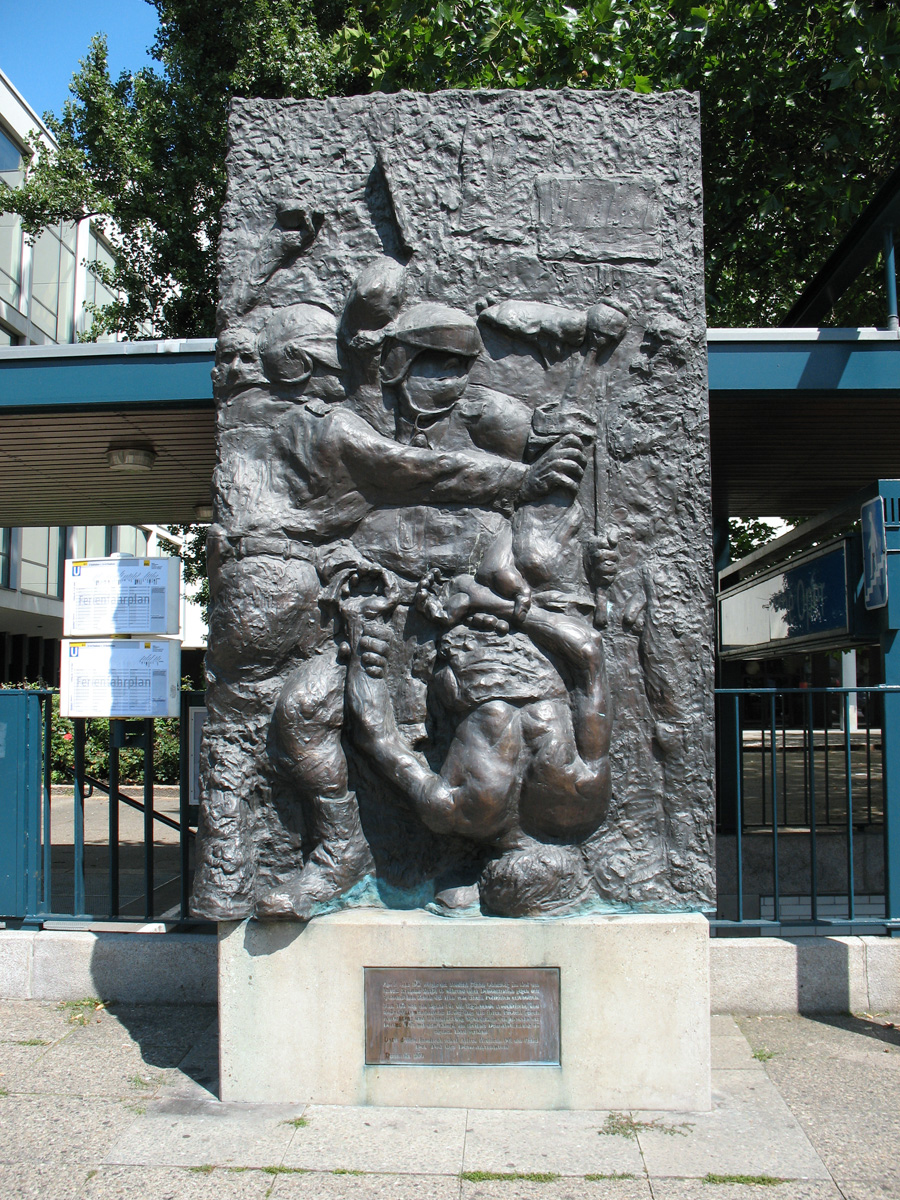
Alfred Hrdlicka emlékműve

Ohnesorg latint és németet tanult az egyetemen, felesége gyermeket várt 1967-ben. A diák – élete első tüntetéseként – részt vett a Reza Pahlavi iráni sah rendszere ellen az operaház előtt rendezett baloldali demonstráción. A sahpárti ellentüntetők és a diákok, valamint a rendőrök összecsaptak. Este fél kilenckor egy civil ruhás rendőrtiszt, Karl-Heinz Kurras a Krumme utca 66. előtt hátulról fejbe lőtte Ohnesorgot, aki a helyszínen meghalt.
Kurrast első és másodfokon felmentették, és ezzel a radikalizálódó nyugatnémet marxisták egyik leggyűlöltebb célpontjává vált. Egy 2007-es interjúban a rendőr megvédte egykori fegyverhasználatát, azt állítva, Ohnesorg megtámadta. Egy 2012-es nyomozás arra az eredményre jutott, hogy a fegyverhasználat szándékos volt, de az önvédelmi helyzet nem állt fenn. A korabeli felvételek és fényképek elemzése szerint az igazságot Kurras kollégái és felettesei eltitkolták, valamint rákényszerítették a halott tüntető boncolását végző egészségügyi stábot jelentése meghamisítására.
Az operaház előtt az osztrák szobrász, Alfred Hrdlicka emlékműve, a Krumme utca 66.-nál pedig a városi önkormányzat által 2008-ban állíttatott tábla emlékeztet Benno Ohnesorgra. Szülővárosában egy hidat neveztek el róla. Halálát feldolgozza a Baader-Meinhof csoport című film is.

## Fordítás
Ez a szócikk részben vagy egészben  a   Benno Ohnesorg című angol Wikipédia-szócikk ezen változatának fordításán alapul.  Az eredeti cikk szerkesztőit annak laptörténete sorolja fel. Ez a jelzés csupán a megfogalmazás eredetét és a szerzői jogokat jelzi, nem szolgál a cikkben szereplő információk forrásmegjelöléseként.